# Глебе Рейнджерс
«Глебе Рейнджерс» (англ. Glebe Rangers FC) — североирландский футбольный клуб из города Бэллимани, в графстве Антрим. «Глебе Рейнджерс» основан в 1989 году, с сезона 2006/07 участвует во Втором дивизионе Северной Ирландии. Свой первый сезон в профессиональной лиги команда провела не очень хорошо и заняла последнее место в дивизионе. Но всё же команда смогла добиться нескольких хороших результатов в матчах с довольно сильными соперниками: нулевые ничьи с командами Уэйкхёст (причём на поле Уэйкхёрста) и Оксфорд Юнайтед Старс; Со счётом 1-1 закончился февральский матч с командой Бэллимани Юнайтед, которая только в 2006 году попала во Второй дивизион; Победы над середнячками таблицы ПСНИ со счётом 3-1 и клубом Брэнтвуд со счётом 2-1 в гостевом матче и со счётом 3-0 в домашнем. А также победа над занявшей 3 место по итогам сезона командой Уэйкхёст со счётом 1-0.